# Sòpater de Siracusa
Sòpater (en llatí Sopater, en grec antic Σώπατρος) fou un militar siracusà.
Va ser un dels generals escollits pels siracusans després de l'assassinat de Jerònim de Siracusa l'any 215 aC, segons diu Titus Livi.
Jerònim volia conquerir i regnar sobre tota Sicília, tal com havia fet el seu avi i va avançar contra Leontins amb 15.000 soldats, sense saber que hi havia conspiradors entre ells. Dinòmenes, que formava part de la seva guàrdia, amb una excusa el va separar dels altres guàrdies i va apunyalar Jerònim diverses vegades abans que pogués arribar l'ajut. Els guàrdies van atacar Dinòmenes, que va escapar amb només dues ferides lleus.
Andranòdoros, oncle de Jerònim per haver-se casat amb Demarata, filla de Hieró II, encoratjat per la seva dona que volia ser reina, tenia intenció de prendre el poder, però, en veure que la situació era complicada, va acceptar que Siracusa continués lliure. Els siracusans van elegir diversos generals perquè els dirigissin, entre ells Andranòdoros, i els conspiradors Dinòmenes i Sòpater que van recuperarel tresor, que es trobava a Leontins, i el van deixar sota custòdia dels qüestors.